# 舍普塔基 (烏克蘭)
52°4′1″N 33°8′20″E / 52.06694°N 33.13889°E
舍普塔基（羅馬化：Sheptaky）是烏克蘭的村落，位於該國北部切爾尼戈夫州，由諾夫霍羅德-錫韋爾斯基區負責管轄，處於羅馬河畔，始建於1100年，面積2.1平方公里，海拔高度148米，2001年人口639。